# Marquette & Bessemer No. 2
Il piroscafo Marquette & Bessemer No. 2 è stato un traghetto ferroviario che prestò servizio sui Grandi Laghi dalla sua costruzione nel 1905 al suo naufragio l'8 dicembre 1909 nel lago Erie con la perdita di 30-38 vite.

## Storia

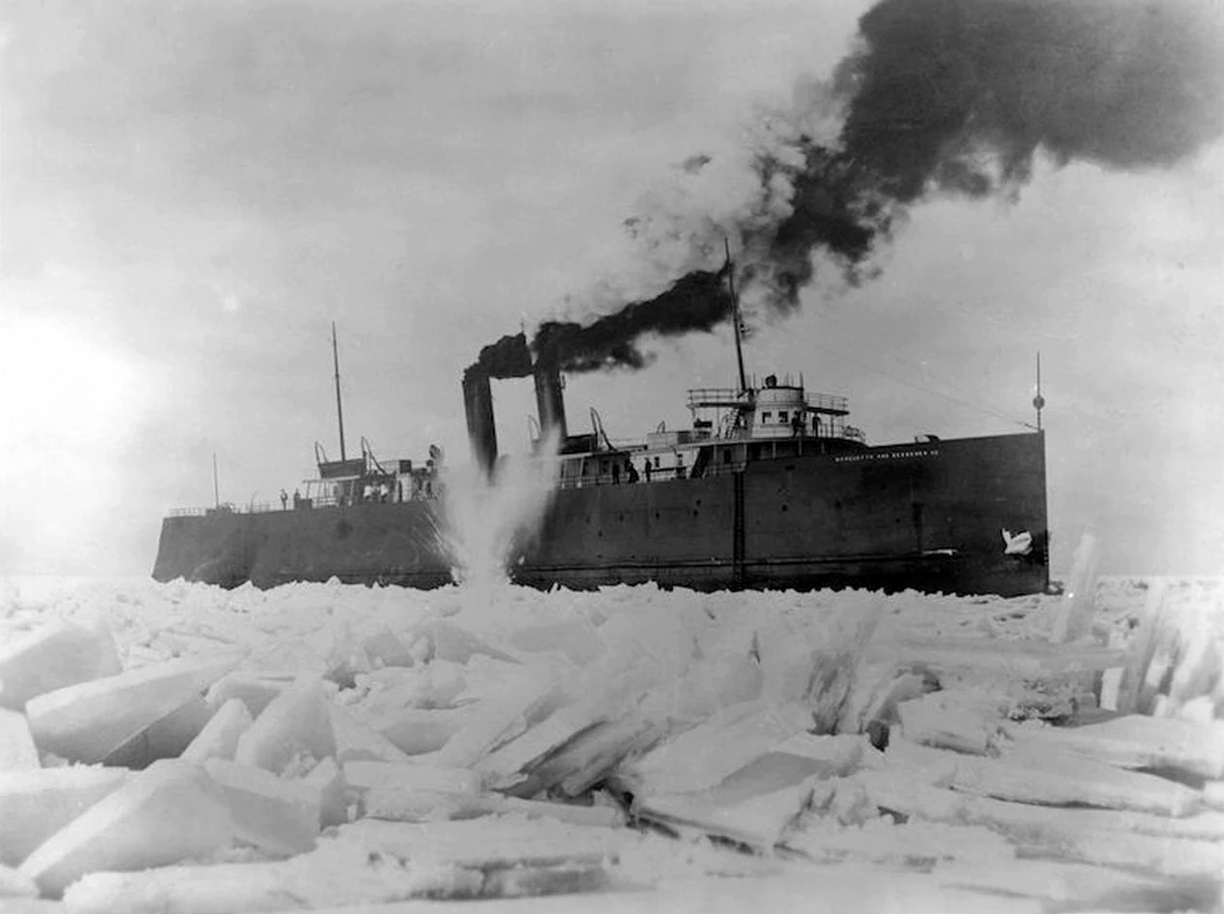
Il Marquette & Bessemer No. 2 che viene liberato dal ghiaccio con esplosioni

Costruito a Cleveland, Ohio nel 1905, il piroscafo Marquette & Bessemer No. 2 era un traghetto ferroviario costruito per trasportare vagoni ferroviari attraverso il lago Erie da Conneaut, Ohio, a Port Stanley, Ontario. Aveva una lunghezza di 103 metri, una larghezza di 16 metri e la sua stazza lorda di 2.514 tsl. Era la seconda di due navi costruite dalla Marquette & Bessemer Dock & Navigation Company a prendere il nome dai costruttori, era comunemente chiamata "The Car Ferry" dai residenti di Conneaut, mentre il Marquette & Bessemer No. 1 era conosciuta come "The Collier," poiché il suo carico era sempre formato da vagoni ferroviari pieni di carbone.

## L'ultimo viaggio
Alle 10:43 della mattina del 7 dicembre 1909, il Marquette & Bessemer No. 2 partì da Conneaut per la sua rotta giornaliera di cinque ore a Port Stanley. Il carico era composto da trenta vagoni ferroviari carichi merci (26 di carbone, tre di travi di acciaio e uno di calate di ferro). La partenza era stata ritardata a causa di una portarinfuse che si era spezzata a causa del forte vento e ci vollero quasi tre ore per il rimorchiamento della nave al molo. Il vento soffiava da sud-ovest, con raffiche fino a 50 mph (80 km/h) quando il Marquette & Bessemer No. 2 lasciò Conneaut, e quella sera aveva raggiunto venti sostenuti di 75 mph (121 km/h).

### Naufragio
È a questo punto che la testimonianza oculare diventa contraddittoria. Testimoni a Port Stanley affermarono di aver visto la nave al largo intorno alle 18:00, ma le condizioni della tempesta erano troppo violente perché il Marquette & Bessemer No. 2 potesse tentare di entrare nel porto. La nave virò a ovest e potrebbe aver tentato di trovare riparo a Rondeau, in Ontario. Un doganiere canadese di nome Wheeler e altri residenti locali affermarono di aver sentito il fischio del Marquette & Bessemer No. 2 vicino al porto di Port Stanley intorno alle 3 del mattino. Un residente di Port Bruce, in Ontario, disse di aver sentito il fischio di un piroscafo "così vicino alla riva che pensava si fosse arenato" intorno alle 5 del mattino. Il suono del fischio svanì presto.
Tuttavia, i residenti a est di Conneaut riferirono di aver visto e sentito il Marquette & Bessemer No. 2 nella tarda serata del 7 dicembre. Un residente riferì che la nave era diretta direttamente a riva, poi si girò bruscamente verso il porto prima di rientrare nella tempesta. Poco dopo la mezzanotte dell'8 dicembre, il capitano e il direttore di macchina del piroscafo Black ancorato fuori Conneaut affermano di aver visto il profilo del Marquette & Bessemer No. 2 diretto a est. Diversi residenti di Conneaut affermarono di aver sentito il fischio di Marquette & Bessemer No. 2 che emetteva segnali di soccorso intorno all'1:30 del mattino.
Il 10 dicembre, il William B. Davock attraversò un campo di rottami indisturbato senza fermarsi, a ovest della punta di Long Point. Gran parte del legno avvistato dal Davock era dipinto di verde, lo stesso colore della sovrastruttura del Marquette & Bessemer No. 2.

### Resti del traghetto naufragato
Il 12 dicembre, il rimorchiatore Commodore Perry del commissario per la pesca dello Stato della Pennsylvania ha scoperto la scialuppa di salvataggio n. 4 del Marquette & Bessemer No. 2 a 15 miglia da Erie, Pennsylvania. Nove corpi vennero trovati nella scialuppa di salvataggio. La lancia aveva ospitato una decima persona, ma a quanto pare quella persona è impazzita, si è tolta i vestiti ed è saltata fuori bordo. Nessuno dei corpi era vestito con abiti pesanti, suggerendo che l'evacuazione era stata affrettata. Stranamente, il corpo di Steward George R. Smith venne trovato con due grossi coltelli e una mannaia dalla cambusa della nave.
Gran parte dei rottami del relitto trovata fu portata a riva vicino a Port Burwell, Ontario, inclusa una scialuppa di salvataggio intatta e inutilizzata e i serbatoi di galleggiamento di una seconda lancia di salvataggio. L'ultima scialuppa di salvataggio fu trovata nella primavera del 1910, spezzata in due sugli scogli del frangiflutti del porto di Buffalo.
Vennero trovati solo altri cinque corpi del Marquette & Bessemer No. 2. Il corpo del capitano McLeod fu trovato con gravi ferite da taglio. Queste ferite combinate con i coltelli trovati sul corpo di Steward Smith hanno portato a speculazioni da diverse fonti. L'autore Dwight Boyer credeva che la Marquette & Bessemer No. 2 avesse subito una grave inclinazione mentre si inabissava, rendendo impossibile l'uso di due delle scialuppe di salvataggio. Con solo due scialuppe di salvataggio utilizzabili, Boyer crede che Smith abbia incolpato gli ufficiali per la loro situazione e abbia portato i coltelli per attaccare gli ufficiali della nave.

### Mistero
Senza testimoni, sopravvissuti o un relitto da esaminare, la causa dell'affondamento del Marquette & Bessemer No. 2 è sconosciuta. La speculazione all'epoca era che la mancanza di un cancello di poppa sul traghetto per treni consentisse a grandi onde di salire a bordo della nave dalla parte posteriore. Ciò porterebbe all'affondamento della nave in due modi:
1. L'azione violenta di queste onde alla fine forzò l'apertura dei pannelli di accesso, consentendo all'acqua di entrare nei vani motore spegnendo le caldaie e privando la Marquette & Bessemer No. 2 della sua potenza.
2. Un'unica grande onda arrivò a bordo della nave con abbastanza acqua da far capovolgere la nave. Questo è quasi accaduto al Marquette & Bessemer No. 2 un mese prima durante una brutta tempesta di novembre. Successivamente il capitano McLeod aveva chiesto l'installazione di un cancello di poppa, cosa che la compagnia aveva promesso di fare durante la stagione invernale.[1]

## Equipaggio
Le fonti differiscono sul numero dell'equipaggio a bordo della Marquette & Bessemer No. 2 quando la nave fu persa, con numeri che vanno da 30 a 38. 2 membri dell'equipaggio non erano a bordo quando il bastimento fu perso. Il vigile del fuoco Max Sparuh fu gravemente ferito in una caduta durante il precedente viaggio a Port Stanley e si stava riprendendo in un ospedale di St. Thomas, Ontario. Il facchino George L. Lawrence aveva perso la barca a Port Stanley quando la Marquette & Bessemer No. 2 era tornata a Conneaut. I membri segnalati dell'equipaggio sono elencati di seguito.
| Nome                        | Ruolo                             | Note |
| --------------------------- | --------------------------------- | --- |
| Robert McLeod               | Capitano                          | Da Kincardine, Ontario, corpo ritrovato il 6 ottobre 1910 a Long Point.                                                                         |
| John McLeod                 | Primo ufficiale                   | Fratello del capitano McLeod, corpo ritrovato il 6 aprile 1910 nel fiume Niagara presso la Niagara Falls Power Company, Niagara Falls, Ontario. |
| Frank Stone                 | Secondo ufficiale                 | |
| R. C. Smith                 | Commissario di bordo              | |
| William Wilson              | Timoniere                         | Corpo trovato nell'ottobre 1910 a Long Point.                                                                                                   |
| John Clancy                 | Timoniere                         | |
| F. Annis                    | Guardiano                         | |
| Fred Walker                 | Guardiano                         | |
| Eugene Wood                 | Direttore di macchina             | Corpo trovato il 2 maggio 1910 vicino a Port Colborne, Ontario.                                                                                 |
| Edward Buckler/Buchler      | Assistente ingegnere              | |
| Thomas Kennedy              | Secondo assistente ingegnere      | |
| F. Barrett                  | Marinaio                          | |
| Ed Harvey                   | Marinaio                          | |
| P. Hughes                   | Marinaio                          | |
| D. Ball                     | Marinaio                          | |
| Max Sparuh/Sharp            | Vigile del fuoco/Marinaio         | Gravemente ferito durante il viaggio precedente, era in ospedale.                                                                               |
| Tom Steele                  | Vigile del fuoco                  | Trovato morto nella scialuppa di salvataggio n. 4.                                                                                              |
| Joe Shank/Shenk             | Vigile del fuoco                  | Trovato morto nella scialuppa di salvataggio n. 4.                                                                                              |
| J. Olson                    | Vigile del fuoco                  | |
| W. Wiggleworth              | Vigile del fuoco                  | |
| J. Cook                     | Vigile del fuoco                  | |
| John 'Paddy' Hart           | Ingrassatore                      | Trovato morto nella scialuppa di salvataggio n. 4.                                                                                              |
| Patrick Keith               | Ingrassatore                      | Corpo recuperato. |
| A. Snyder                   | Ingrassatore                      | |
| Charles Allen               | Ingrassatore/Passatore di carbone | Trovato morto nella scialuppa di salvataggio n. 4.                                                                                              |
| John Wirtz                  | Ingrassatore/Marinaio             | |
| William Ray                 | Passatore di carbone              | Trovato morto nella scialuppa di salvataggio n. 4.                                                                                              |
| Ray Hines/O'Hagen           | Passatore di carbone              | Trovato morto nella scialuppa di salvataggio n. 4.                                                                                              |
| J. Hing                     | Passatore di carbone              | |
| C. Couptf                   | Passatore di carbone              | |
| George R. Smith             | Steward                           | Trovato morto nella scialuppa di salvataggio n. 4, armato di coltelli da cucina.                                                                |
| Harry Thomas                | Secondo cuoco                     | Trovato morto nella scialuppa di salvataggio n. 4.                                                                                              |
| J. Schwartz                 | Cameriere                         | |
| Manuel Souars               | Facchino                          | Trovato morto nella scialuppa di salvataggio n. 4.                                                                                              |
| George L. Laurence/Lawrence | Facchino                          | Barca persa durante il viaggio precedente. |

Inoltre, a bordo c'era un solo passeggero: Albert J. Weiss, il tesoriere della Keystone Fish Company di Erie, Pennsylvania.

## Conseguenze
La Marquette & Bessemer Dock & Navigation Company ordinò rapidamente un sostituto per il traghetto ferroviario, utilizzando gli stessi progetti del Marquette & Bessemer No. 2 con alcune modifiche minori, come l'aggiunta di un cancello di poppa e un ponte superiore chiuso. Con lo stesso nome del suo predecessore, il Marquette & Bessemer No. 2 (II) entrò in servizio il 6 ottobre 1910 (lo stesso giorno in cui fu ritrovato il corpo del capitano McLeod). Servì per molti anni sulla stessa rotta. Nel 1946 fu venduta, trasformata in una chiatta e ribattezzata Lillian. Venne demolita nel 1997.

## Relitto
Il relitto della Marquette & Bessemer No. 2 deve ancora essere trovato. Sulla base degli avvistamenti finali e della posizione del relitto, si presume che si sia diretto a est, tentando di raggiungere un riparo dietro Long Point. Pertanto, il relitto è probabilmente a sud-ovest o a ovest di Long Point. In diverse occasioni fu annunciata la scoperta del relitto, ma ulteriori indagini rivelarono che si trattava di un'altra nave. Il Marquette & Bessemer No. 2 fu descritto come il Santo Graal dei naufragi del Lago Erie, e nella comunità subacquea del Lago Erie circolarono voci infondate secondo cui sarebbe stato scoperto ma la sua posizione sarebbe stata tenuta segreta per anni. Fu ipotizzato che il traghetto possa essere affondato nel fango sul fondo del lago Erie, un evento che si verificò in almeno un altro relitto, quello del C.B. Lockwood.